# فهرست شهرداران اردبیل

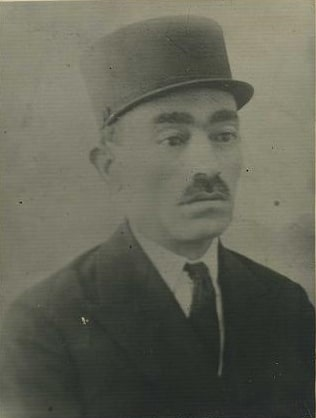
آقاخان حبیبی

تا امروز ۳۸ نفر مسئولیت شهرداری اردبیل را بر عهده داشته‌اند و ۸ نفر هم در سمت سرپرست خدمت کرده‌اند. پس از ساخته شدن عمارت بلدیه اردبیل در سال ۱۳۰۲ میرزا بیوک آقا وهاب‌زاده به‌صورت افتخاری به عنوان شهردار اردبیل مشغول به کار گردید. اما در سال ۱۳۰۳ و با روی کار آمدن حکومت پهلوی آقا خان حبیبی به عنوان شهردار رسمی اردبیل منسوب گردید. دیوان عدالت شهردار جدید اردبیل را آقای نجات حسینی معرفی کردند.

## فهرست شهرداران قبل از پیروزی انقلاب اسلامی
| دوره | شهردار                | تاریخ شروع خدمت | تاریخ پایان خدمت | توضیح |
| ---- | --------------------- | --------------- | ---------------- | ----- |
| ۱    | آقاخان حبیبی          | ۱۳۰۳            | ۱۳۱۴             |       |
| ۲    | مافی                  | ۱۳۱۵            | ۱۳۱۹             |       |
| ۳    | خدابنده‌لو             |                 |                  |       |
| ۴    | وزیری                 |                 |                  |       |
| ۵    | معین الدین طیار       | ۱۳۲۶            | ۱۳۲۷             |       |
| ۶    | بابا صفری             | ۱۳۳۱            | ۱۳۳۲             |       |
| ۷    | نجم الدین تهامی       | تیر ماه ۱۳۳۴    | بهمن ۱۳۳۴        |       |
| ۸    | موسی پناهی            | بهمن ماه ۱۳۳۴   | خرداد ماه ۱۳۳۵   |       |
| ۹    | هاشم وکیلی            | خرداد ماه ۱۳۳۵  | اسفند ماه ۱۳۳۵   |       |
| ۱۰   | سیف‌الله مستشاری       | شهریور ماه ۱۳۳۶ | ۱۳۳۸             |       |
| ۱۱   | اسماعیل دیباج         | ۱۳۳۸            | آذر ماه ۱۳۴۰     |       |
| ۱۲   | سیدنجفقلی اقبالی نمیت | آذرماه ۱۳۴۰     | مرداد ماه ۱۳۴۱   |       |
| ۱۳   | محمد ارفعی            | شهریور ۱۳۴۱     | اردیبهشت ۱۳۴۲    |       |
| ۱۴   | پرویز اتابکی          | اردیبهشت ۱۳۴۲   | مرداد ماه ۱۳۴۳   |       |
| ۱۵   | خسرو محتشمی           | خرداد ماه ۱۳۴۳  | مهر ماه ۱۳۴۳     |       |
| ۱۶   | محمد هادی نجات پور    | آبان ماه ۱۳۴۳   | ۱۳۴۵             |       |
| ۱۷   | علی اوستا             | ۱۳۴۵            | مهر ماه ۱۳۴۵     |       |
| ۱۸   | دکتر احمد نایبی       | مهر ماه ۱۳۴۷    | خرداد ماه ۱۳۵۰   |       |
| ۱۹   | غلامعلی اسدپور        | بهمن ماه ۱۳۵۰   | تیر ماه ۱۳۵۱     |       |
| ۲۰   | مصطفی لطفی            | تیر ماه ۱۳۵۱    | بهمن ماه ۱۳۵۱    |       |
| ۲۱   | علیرضا ضیغمی فر       | فروردین ۱۳۵۲    | آبان ماه ۱۳۵۴    |       |
| ۲۲   | کریم شاهلیزاده        | اردیبهشت ۱۳۵۴   | اسفند ماه ۱۳۵۶   |       |
| ۲۳   | علی داداش زاده خیاط   | اسفند ماه ۱۳۵۶  | خرداد ۱۳۵۷       |       |
| ۲۴   | پرویز خادم پور        | فروردین ۱۳۵۷    | تیر ۱۳۵۸         |       |

## فهرست شهرداران پس از پیروزی انقلاب اسلامی
| دوره | شهردار              | تاریخ شروع خدمت | تاریخ پایان خدمت | توضیح |
| ---- | ------------------- | --------------- | ---------------- | ----- |
| ۱    | میر محی الدین ربانی | شهریور ماه ۱۳۵۸ | بهمن ماه ۱۳۵۸    |       |
| ۲    | اصغر علائی          | اردیبهشت ۱۳۵۹   | شهریور ماه ۱۳۶۰  |       |
| ۳    | لطیف ذاکرزاده       | اسفند ماه ۱۳۶۰  | تیر ماه ۱۳۶۴     |       |
| ۴    | نورالدین استحمامی   | تیر ماه ۱۳۶۴    | بهمن ماه ۱۳۶۶    |       |
| ۵    | ابوالفضل صومعلو     | آذر ۱۳۶۷        | خرداد ۱۳۷۱       |       |
| ۶    | کمال الدین پیرموذن  | ۱۳۷۱            | مهر ماه ۱۳۷۷     |       |
| ۷    | ولی آذروش           | مهر ماه ۱۳۷۷    | شهریور ماه ۱۳۷۸  |       |
| ۸    | حسین افسانه         | فروردین ۱۳۷۹    | اسفند ماه ۱۳۸۲   |       |
| ۹    | کمال الدین پیرموذن  | ۱۳۸۳            | ۱۳۸۴             |       |
| ۱۰   | یعقوب عزیززاده      | ۱۳۸۴            | ۱۳۸۶             |       |
| ۱۱   | اکبر نیکزاد ثمرین   | اردیبهشت ۱۳۸۶   | اسفند ماه ۱۳۸۹   |       |
| ۱۲   | صدیف بدری           | اردیبهشت ۱۳۹۰   | خرداد ماه ۱۳۹۴   |       |
| ۱۳   | حمید لطف اللهیان    | مرداد ماه ۱۳۹۴  | مرداد ماه ۱۳۹۵   |       |
| ۱۴   | محمود صفری          | مرداد ماه ۱۴۰۰  |                  |       |

## فهرست سرپرستان شهرداری
| ردیف | سرپرست              | تاریخ شروع خدمت | تاریخ پایان خدمت |
| ---- | ------------------- | --------------- | ---------------- |
| ۱    | درگاهی              | ۱۳۲۴            |                  |
| ۲    | مهدی نبی زاده       |                 |                  |
| ۳    | اروجعلی محمدی       |                 |                  |
| ۴    | حمدالله بهرامی نژاد |                 |                  |
| ۵    | عباس شیخعلیزاده     | ۱۳۷۸            | ۱۳۷۹             |
| ۶    | غلامرضا نیازمند     | ۱۳۸۳            | ۱۳۸۳             |
| ۷    | احمد خواجوی         | ۱۳۸۹            | ۱۳۹۰             |
| ۸    | خلیل احمدیان        | ۱۳۹۴            |                  |
| ۹    | خلیل احمدیان        | ۱۴۰۰            |                  |